# نيقولا دي أنغيليس
نيقولا دي أنغيليس (بالإيطالية: Nicola De Angelis)‏ هو كاهن كاثوليكي إيطالي، ولد في 23 يناير 1939 في مقاطعة رييتي في إيطاليا.